# 戈爾尼亞克 (阿爾泰邊疆區)
戈爾尼亞克（俄语：Горняк）是俄羅斯阿爾泰邊疆區南部的一個城市，南距區府巴爾瑙爾360公里。1751年開埠，1942年建立，1969年設市。2002年人口15,779人。